# Eotylopus reedi
L'eotilopodo (Eotylopus reedi) è un mammifero artiodattilo estinto, appartenente agli oromericidi. Visse nell'Eocene superiore (circa 37 - 34 milioni di anni fa) e i suoi resti fossili sono stati ritrovati in Nordamerica.

## Descrizione
Questo animale era della taglia di un tragulo attuale, e benché fosse imparentato alla lontana con i camelidi l'aspetto era molto diverso. 
Il cranio era alto e corto, e il muso in particolare era molto raccorciato. Il ramo montante della mandibola era molto alto e il condilo mandibolare era ben al di sopra della fila dentaria. Il profilo superiore del cranio era pressoché dritto, e le orbite erano posizionate nella parte posteriore del cranio. La dentatura era completa e in una serie continua, priva dei diastemi tipici dei camelidi. Il canino inferiore era molto robusto, così come il terzo incisivo. I molari superiori avevano una corona molto corta (brachidonti), ed erano molto più larghi che lunghi. 
Le zampe erano di lunghezza modesta, ed erano dotate di metapodi piuttosto corti. La mano era tetradattila, con dita laterali sottili e praticamente prive di funzione, anche se complete. Al contrario di altri oromericidi arcaici, come Protylopus, radio e ulna erano fusi.

## Classificazione
Eotylopus reedi venne descritto per la prima volta nel 1910, da William Diller Matthew, sulla base di resti fossili ritrovati in terreni dell'Eocene dello Wyoming. Altri fossili appartenenti a Eotylopus sono stati poi ritrovati in California, Colorado, Nebraska, Texas e Saskatchewan. Eotylopus è un rappresentante degli oromericidi, un piccolo gruppo di artiodattili di dimensioni ridotte, affini ai camelidi ma dotati di alcune specializzazioni dentarie diverse e quindi non direttamente riconducibili a quest'ultima famiglia. Eotylopus, in particolare, sembrerebbe essere stato una forma derivata del gruppo, forse discendente direttamente dal più noto Protylopus.